# Памятник морякам Дунайской военной флотилии (Измаил)
Памятник морякам Дунайской военной флотилии — памятник на территории парка Дружбы народов в городе Измаил Одесской области Украины. Установлен 30 июля 1967 года.

## Описание памятника
Памятник морякам Дунайской флотилии находится рядом с Измаильским морским торговым портом и представляет собой установленный на пьедестале малый речной бронекатер БКА-134 проекта 1125 на железобетонном постаменте, по форме напоминающем большую волну. Размеры монумента — 24 на 3,2 метра. Над проектом работали члены конструкторского бюро Дунайского пароходства совместно с архитекторами Г. Стояновым и В. Ефимовым, преподавателями и студентами ОТХУ М. Зориным, Н. Мордик, А. Верёвкой. В сооружении пьедестала использованы такие материалы как металл, железобетон, мраморная крошка, бронза.
С одной стороны пьедестала есть надпись: «Морякам Краснознамённой орденов Кутузова и Нахимова Дунайской флотилии. Измаил. 1967 г.». С другой стороны высечено: «Вечная слава героям, отстояли свободу и независимость нашей социалистической Родины, спас мир от фашистских поработителей. 1941—1945 гг.». У основания постамента установлена стела освободителям Измаила, на которой перечислены воинские подразделения, которые принимали участие в освобождении города. На постаменте установлена мемориальная доска Сергею Горшкову, военачальнику, адмиралу флота, дважды Герою Советского Союза, принимавшему активное участие в боевых действиях Черноморского флота, командующий Азовской и Дунайской военными флотилии.
Существовало два бронекатера под номером 134. 11 июля 1941 года командование Дунайской военной флотилии приняло решение высадить десант в районе с. Переправа, расположенного напротив Вилково 11 июля 1941 года. Батареи противника простреливали весь плёс, чем затрудняли связь флотилии с морем. В состав десантной группы кораблей вошел и БКА-134. При подходе к вражескому берегу один из катеров с десантниками сел на мель и сразу был обстрелян немецкими батареями. На нём начался пожар, погибли командир высадки старший лейтенант К. Зайцев, командир катера и его команда. Десантники, оказавшись в воде, попали под вражеский обстрел. На выручку собратьям отправился бронекатер БКА-134, командир лейтенант Павлов. В результате обстрела погибли и лейтенант Павлов, и БКА-134.
Впоследствии был новый бронекатер-134 под командованием старшего лейтенанта Владимира Гусятника, назначенного командиром в декабре 1942 года, именно он установлен на постаменте. Построенный в Зеленодольске, в мае 1943-го он был сдан государственной комиссии, а первым боевым заданием для экипажа стало участие в Керченской десантной операции. Далее он поступил в оперативное подчинение командира Керченской военно-морской базы контр-адмирала Г. Холостякова. В марте 1945 года бронекатер-134 участвовал в прорыве и высадке Эстергомского десанта, эта операция стала последней из девятнадцати боевых служб БКА-134. На катере не было потеряно ни одного человека из команды.
Решение о строительстве памятника на общественных началах было принято на совместном заседании бюро городского комитета КПУ и исполкома горсовета депутатов трудящихся 3 апреля 1967. Торжественная закладка памятника состоялась 9 мая того же года. Торжественное открытие памятника состоялось 30 июля 1967 ко Дню военно-морского флота.

## Современность
Территория возле памятника становится местом проведения городских мероприятий — большая сцена международного рок-фестиваля «Дунайская Сечь» традиционно располагается в начале Аллеи Дружбы народов.